# Кошелевы
Кошелевы — два русских дворянских рода, столбового дворянства.
Существуют два рода этого имени различного происхождения, из которых только один внесён в гербовник:
1. Потомки Василия Кошелева, жившего в конце XV столетия (в гербовник не внесены).
2. Потомство выехавшего из Польши при великом князе Василии Ивановиче (1505-1533) Аршера Кошелева (Герб. Часть IV. № 71)[1].

Одним из первых документальных упоминаний о роде относится к 1500 году, где в царской грамоте упоминается Кошелев уже владевший поместьями в Обонежской пятине, что подтверждает более ранний выезд представителей рода на московскую службу, чем указано в гербовниках. В 1552 году при взятии Казани погиб Максим Григорьевич Кошелев.  В грамоте 1576 года сельцо Паково в Дмитровском уезде принадлежало Ивану Кошелеву.

## Потомки Аршера Кошелева
Один из родов происходит, как предполагают, от польского выходца Аршера Кошелева, выехавшего к великому князю Василию III (нач. XVI в.) и получившего поместья в Рязани, Козельске и Белёве. Самые ранние записи в родословной относятся к братьям Василию и Тимофею Кошелевым (умершему бездетным), жившим во 2-й половине XVI века.

#### Известные представители
- Кошелев Семён Васильевич - погиб в Козельске (1608).
- Кошелев, Фёдор Дмитриевич (1678—после 1754) — участник Полтавской битвы; главный комиссар по разграничению с Польшей (1737); генерал-майор (1754).
- Кошелев, Герасим Иванович (1671—1722) — полковник, глава Подрядной канцелярии (1715), президент Камер-коллегии (1722).

Этот род Кошелевых был внесён в Бархатную книгу (1687) и VI часть родословных книг Московской и Калужской губерний (Общий Гербовник, IV, 71). При подаче документов 14 января 1687 года для включения рода в Бархатную книгу, была представлена грамота царя Михаила Фёдоровича от 11 июля 1621 года Ивану Семёновичу Кошелеву на поместье  деревни Кольцово в Серенском стане Козельского уезда.

## Потомки Александра Кошелева
Другой род Кошелевых предположительно является ответвлением рода Кушелевых, он происходит от Александра Васильевича Кушелева по прозванию Кошель, жившего якобы в конце XV века.

#### Известные представители
- Кошелев, Родион Михайлович (1683—1760) — генерал-поручик, шталмейстер (1724—1738), зять воспитателя Екатерины I пастора Иоганна-Эрнста Глюка, кавалер ордена Св. Александра Невского (1747).
  - Кошелев, Александр Родионович (1718—?)
    - Кошелев, Родион Александрович (1749—1827) — действительный тайный советник и обер-гофмейстер, вице-президент Российского библейского общества.
    - Кошелева, Маргарита Александровна (1762—1820) — замужем за действительным тайным советником А. А. Волковым

  - Кошелев, Иван Родионович — воронежский вице-губернатор (1756—1761), и. д. воронежского губернатора (1760—1761).
  - Кошелев, Родион Родионович
    - Кошелев, Иван Родионович (1753—1818) — гвардии подполковник
      - Кошелев, Александр Иванович (1806—1883) — публицист-славянофил, член комиссии для устройства земских банков (1859—1860), член учредительного комитета в Царстве Польском (1861—1863).

    - Кошелев, Дмитрий Родионович (после 1750 — 1815) — губернатор Тобольской (1797—1802), Литовско-Виленской (1801—1802), Гродненской (1802—1803) и Тамбовской (1803—1811) губерний.

Этот род Кошелевых был внесён в VI часть родословной книги Московской и Тамбовской губерний. Он употреблял тот же герб, что и потомки Аршера Кошелева.
Вероятно, к этому же родоначальнику восходят ещё четыре рода Кошелевых, хотя поколенная роспись их ранних поколений и не установлена:
- потомки Гавриила Саввича Кошелева (ум. 1627), наиболее известны из которых следующие:
  - Кошелев Валериан Иванович (1797—1866) — астраханский вице-губернатор (1830—1834), председатель губернского правления Томской губернии (1834—1835).
  - Кошелев, Павел Иванович (1764—после 1831) — генерал-майор, участник штурма Измаила и Отечественной войны 1812 года, комендант Камчатской области (1802—1806), в честь которого названа сопка Кошелева на Камчатке.
- потомки Никиты Кошелева (кон. XVI в.)
- потомки Дмитрия Кошелева (кон. XVI в.)
- потомки Ивана Кошелева (сер. XVII в.)

Родословная ропись Кошелевых приведена в 1-м томе «Родословного сборника русских дворянских фамилий» В. В. Руммеля и В. В. Голубцова. Составители сборника не смогли указать место в росписи 19 человек, среди которых:
- Кошелев, Иван Родионович (1683—1732) — капитан-командор, советник Адмиралтейств-коллегии, командир первой русской океанской экспедиции (1725—1726).
- Кошелев, Пётр — шут Лжедмитрия II, первым принесший в Калугу весть о гибели самозванца.

## Описание герба
В Гербовнике Анисима Титовича Князева 1785 года имеется изображение печати с гербом статского советника, воронежского вице-губернатора Родиона Родионовича Кошелева: в серебряном поле щита изображена, вертикально, остриём вверх, серая стрела, опирающаяся оперением на золотой полумесяц обращённый рогами вниз к положенным крестообразно двум зелёным ветвям, а по сторонам стрелы изображены две руки выходящие из двух облаков. Щит увенчан дворянской короной (дворянский шлем и нашлемник отсутствуют). Цветовая гамма намёта не определена.

## Известные представители
- Кошелев Максим Григорьевич - убит при взятии Казани (1552)[1].
- Кошелев Иван Семёнович - козельский городовой дворянин (1627-1629).
- Кошелев Григорий Яковлевич - воевода в Кузнецке (1633-1635).
- Кошелев Иван Семёнович - воевода в Болхове (1649-1651).
- Кошелев Лев (Леонтий) - воевода в Ефремове (1664-1665).
- Кошелевы: Василий Иванович, Денис Леонтьевич, Иван Фёдорович, Никита Дмитриевич, Пётр Алексеевич, Пётр Григорьевич - стольники в 1676-1692 г.
- Кошелевы: Алексей Гаврилович, Григорий Иванович, Григорий Яковлевич, Дмитрий Иванович, Иван Борисович, Иван Иванович, Нефёд Иванович, Никифор Михайлович - московские дворяне (1676-1692).
- Кошелевы: Яков Васильевич и Никита Дмитриевич - стольники царицы Прасковьи Фёдоровны (1686-1692).
- Кошелевы: Пётр и Фёдор Дмитриевичи, Герасим Иванович - стольники царицы Прасковьи Фёдоровны (1692).
- Кошелев Степан - воевода в Пошехоне (1694)[10][11].